# Plecotus ognevi
Oreillard d'Ognev
Espèce
Statut de conservation UICN

 LC  : Préoccupation mineure
L'Oreillard d'Ognev (Plecotus ognevi) est une espèce de chauves-souris de la famille des Vespertilionidae.

## Répartition
Cette espèce vit dans le Sud de la Sibérie russe, dans l'est du Kazakhstan, en Mongolie, en Chine et dans la péninsule coréenne,.